# Örebro kommun
59°16′N 15°12′Ø / 59.267°N 15.200°Ø
Örebro er en kommune landskapet Närke i det svenske län Örebro län . Kommunens administrationscenter ligger i byen Örebro.

## Byer
Örebro kommune har 16 byer.
Indbyggere pr. 31. december 2005.
| #   | By            | Indbyggere |
| --- | ------------- | ---------- |
| 1.  | Örebro        | 98.237     |
| 2.  | Hovsta        | 2.773      |
| 3.  | Garphyttan    | 1.557      |
| 4.  | Odensbacken   | 1.384      |
| 5.  | Vintrosa      | 1.333      |
| 6.  | Marieberg     | 1.181      |
| 7.  | Mosås         | 899        |
| 8.  | Ekeby-Almby   | 873        |
| 9.  | Stora Mellösa | 780        |
| 10. | Glanshammar   | 724        |
| 11. | Latorpsbruk   | 600        |
| 12. | Ölmbrotorp    | 552        |
| 13. | Norra Bro     | 531        |
| 14. | Hampetorp     | 310        |
| 15. | Kilsmo        | 274        |
| 16. | Askersby      | 251        |

## Venskabsbyer
Örebro har syv venskabsbyer:
- Kolding,  Danmark
- Villmanstrand,  Finland
- Stykkisholmur,  Island
- Yantai,  Kina
- Drammen,  Norge
- Lodz,  Polen
- Terrassa,  Spanien

## Galleri
- Örebro slot
- Hovsta kirke
- Mosjö kirke

## Eksterne kilder og henvisninger
- Wikimedia Commons har flere filer relateret til Örebro kommun
- ”Kommunarealer den 1. januar 2012” (Excel). Statistiska centralbyrån.